# Neisseria lactamica
Neisseria lactamica – komensalny gatunek bakterii Gram-ujemnych charakteryzujący się unikalnym dla rodzaju Neisseria przystosowaniem do fermentacji laktozy. Podobnie jak spokrewniony gatunek N. meningitidis, bakteria ta zasiedla ludzkie górne drogi oddechowe.
N. lactamica jest jedną z trzech najlepiej zbadanych bakterii z rodzaju Neisseria obok spokrewnionych  z nią N. meningitidis i N. gonorrhoeae, jednak – w przeciwieństwie do tych dwóch gatunków – nie jest bakterią chorobotwórczą. Jej populacje charakteryzują się dużą różnorodnością genetyczną, a sama bakteria wzbudziła zainteresowanie dzięki zaobserwowanej negatywnej korelacji pomiędzy nosicielstwem N. lactamica i meningokoków. W związku ze znacznym podobieństwem antygenowym, rozważa się wykorzystanie tej bakterii w produkcji nowego typu szczepionki przeciwko N. meningitidis.

## Historia
W 1934 roku J. Jessen opisał szczep z rodzaju Neisseria zdolny do metabolizmu laktozy, glukozy oraz maltozy, który został sklasyfikowany jako wariant grupy serologicznej B gatunku N. meningitidis. Hollis et al. (1969) poddali rzekome szczepy N. meningitidis serii testów biochemicznych oraz serologicznych i zasugerowali, że stanowią one odmienny gatunek, który autorzy nazwali N. lactamicus (połączenie dwóch łacińskich słów: lactis – mleko – oraz amicus – przyjazny lub przyjaciel). Kolejna wzmianka o N. lactamica pojawiła się w 1970 roku, kiedy to Berger et al. opisali gatunek N. meningococcoides, przystosowany do fermentacji laktozy. W raporcie naukowców z the International Committee on Nomenclature of Bacteria z 1970 roku figuruje nazwa N. lactamica, która obowiązuje do dziś.

## Cechy charakterystyczne

### Morfologia
N. lactamica tworzy dwoinki osiągające rozmiar około 1,0 μm i – w przeciwieństwie do N. meningitidis – nie posiada otoczki bakteryjnej (stwierdzono jedynie obecność regionów E i D z otoczkowego regionu cps, które nie biorą jednak udziału w syntezie otoczki). Tak jak inni przedstawiciele rodzaju Neisseria, jest to bakteria oksydazododatnia, wytwarza także katalazę. Zdolna jest do redukcji azotynów, ale nie azotanów. N. lactamica posiada 3 z 4 enzymów biorących udział w procesie denitryfikacji – oksydoreduktazę azotynową (NorB), reduktazę azotynową (AniA) oraz regulon reduktazy tlenku diazotu (Nos). W przeciwieństwie do N. polysaccharea nie wytwarza polisacharydów z sacharozy. 

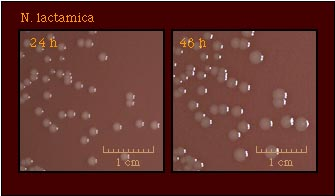
Zdjęcie przedstawiające kulturę bakteryjną N. lactamica w 24 i 48 godzinie hodowli

### Hodowla i identyfikacja
N. lactamica może być z powodzeniem przetrzymywana na selektywnym podłożu Thayera-Martina stosowanym do hodowli gonokoków, jednak w przeciwieństwie do nich do wzrostu nie wymaga zewnętrznego źródła CO2 i rośnie w niższych temperaturach – od 22 do 25 stopni. Hodowla bakterii możliwa jest również na nieselektywnych podłożach takich jak agar z krwią, na którym niektóre szczepy zdolne są do hemolizy, a także na specjalnym podłożu LBVT.SNR służącym do hodowli komensalnych gatunków Neisseria. Większość szczepów do wzrostu wymaga aminokwasu cysteiny. Tworzy żółtawe, albo bezbarwne gładkie kolonie, zazwyczaj mniejsze (o średnicy 1,5–2,5 mm po 48 godzinach hodowli) i mniej wilgotne od kolonii N. meningitidis. W płynnej kulturze gatunek wykazuje skłonności do agregacji, a także cechuje się niższym tempem wzrostu niż gonokoki i meningokoki. Jest gatunkiem bardzo łatwym do zidentyfikowania, dzięki jego przystosowaniu do fermentacji laktozy oraz wytwarzania β-D-galaktozydazy, niespotykanym u innych przedstawicieli rodzaju Neisseria. W celu zidentyfikowania N. lactamica do pożywki dodaje się związek organiczny X-gal, który po hydrolizie katalizowanej przez bakteryjną β-D-galaktozydazę wytwarza produkt reakcji nadający koloniom N. lactamica niebieski kolor pozwalający na ich łatwą identyfikację. Opisany został przypadek jednego szczepu niezdolnego do fermentacji laktozy. W przeciwieństwie do N. meningitidis, N. lactamica nie jest zdolna do autoaglutynacji, w związku z czym nie może zostać podzielona na grupy serologiczne.

### Kolonizacja gospodarza
Jest to bakteria komensalna, która podobnie jak N. meningitidis występuje w ludzkich górnych drogach oddechowych, a dokładnie na nabłonku w nosogardzieli. Opisany był pojedynczy przypadek wystąpienia N. lactamica w ludzkim układzie moczowo-płciowym. N. lactamica cechuje się znacznie mniejszą wirulencją niż meningokoki, co pokazały m.in. badania na zarodku kury, a także na komórkach meningotelialnych, w którym to badaniu N. lactamica wiązała się z komórkami, jednak nie doprowadzała do ich śmierci w przeciwieństwie do N. meningitidis. Ponadto N. lactamica nie posiada proteazy IgA neutralizującej przeciwciała IgA, obecnej u meningokoków i gonokoków. 
Do kolonizacji nabłonka N. lactamica używa adhezyn, które mogą być wydzielane poprzez system sekrecji (TPS) a dokładnie białko transportowe Tpsb. Do adhezyn należą białka Opa, białka app oraz pili, których podjednostki kodowane przez np. gen PilE biorą udział w regularnych horyzontalnych transferach z meningokokami. Kluczową rolę w adhezji do komórek nabłonka odgrywają także białka tetraspaniny. Podczas kolonizacji nabłonka N. lactamica wpływa na ekspresję genów gospodarza odpowiedzialnych za produkcję energii, zwiększając tym samym produkcję składników odżywczych, używanych później przez bakterie do wzrostu. Jednocześnie zaobserwowano zmianę ekspresji w 285 genach N. lactamica podczas kontaktu z komórkami nabłonka. Geny te biorą udział w adhezji, syntezie aminokwasów oraz metabolizmie cukrów (m.in. gen GAPDH). N. lactamica wytwarza toksyny takie jak TpsA (wydzielane przez TpsB) czy MafB, które hamują wzrost innych bakterii z rodzaju Neisseria. Tworzy także biofilmy gdzie, co zaskakujące, zaobserwowano koegzystencję N. lactamica i meningokoków.

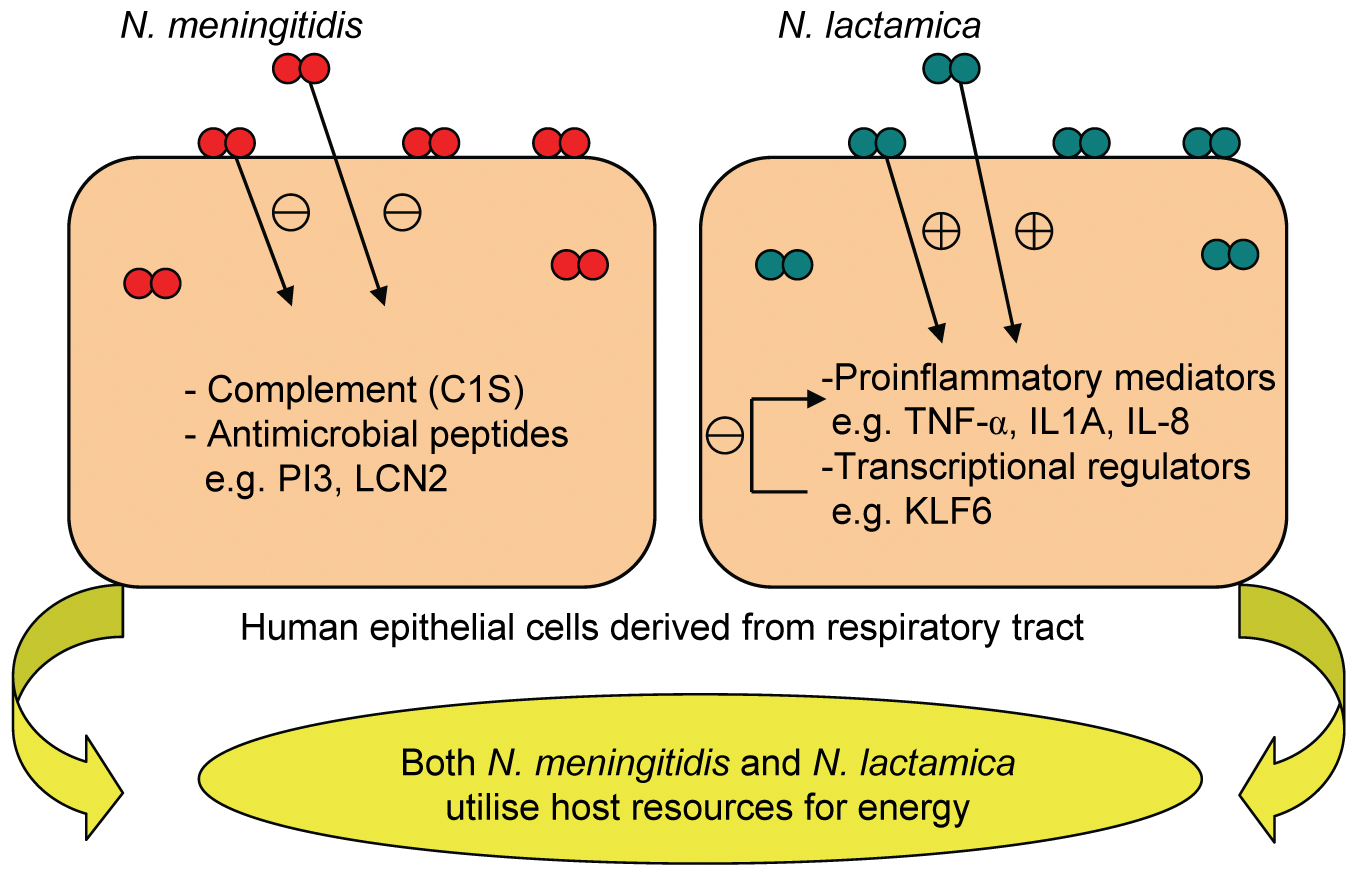
Porównanie zmian ekspresji genów w komórkach nabłonka spowodowanych przez meningokoki i N. lactamica. Obie bakterie zwiększają ekspresję genów odpowiedzialnych za produkcję energii. N. meningitidis zmniejsza ekspresję genów biorących udział w wywoływaniu odpowiedzi immunologicznej. Z drugiej strony N. lactamica aktywuje geny kodujące cytokiny biorące udział w reakcji zapalnej, a także zwiększa ekpresję genów zmniejszających skalę potencjalnej odpowiedzi immunologicznej, jak np. gen KLF6

Niektóre z adhezyn, na przykład białko PorB, będące ligandem dla receptora toll-podobnego TLR2, stymuluje odpowiedź odpornościową nieswoistą. N. lactamica doprowadza również do powstawania niewielkiego stanu zapalnego poprzez osłabienie działania cytokin takich jak TNF-α i IL-6 a także w mniejszym stopniu chemokin, jak np. IL-8 i RANTES. N. lactamica stymuluje także aktywności receptorów TLR1/2, aktywację nuklearnego receptora PPARγ oraz hamuje aktywność kompleksu białkowego NFκβ, tym samym odgrywając ważną rolę w tłumieniu zapalenia obecnego w śluzie nosogardzieli. Ponadto w szczycie nosicielstwa N. lactamica we wczesnym dzieciństwie bakteria nie wywołuje odpowiedzi odpornościowej komórkowej, zaobserwowana została za to produkcja poliklonalnych przeciwciał IgM, niezależna od limfocytów T. Przeciwciała IgM chronią N. lactamica przed działaniem odpowiedzi odpornościowej swoistej, doprowadzając tym samym do tolerancji immunologicznej. Pokazano również, że pęcherzyki zewnątrzbłonowe N. lactamica mogą działać jako mitogeny limfocytów B w hodowli komórkowej.

Odpowiedzi immunologiczne gospodarza mogą prowadzić do mikroewolucji antygenów bakterii. Zaobserwowano również większą niż u innych komensalnych przedstawicieli rodzaju Neisseria zmienność w ekspresji receptorów odpowiedzialnych za interakcję z komórkami człowieka. 

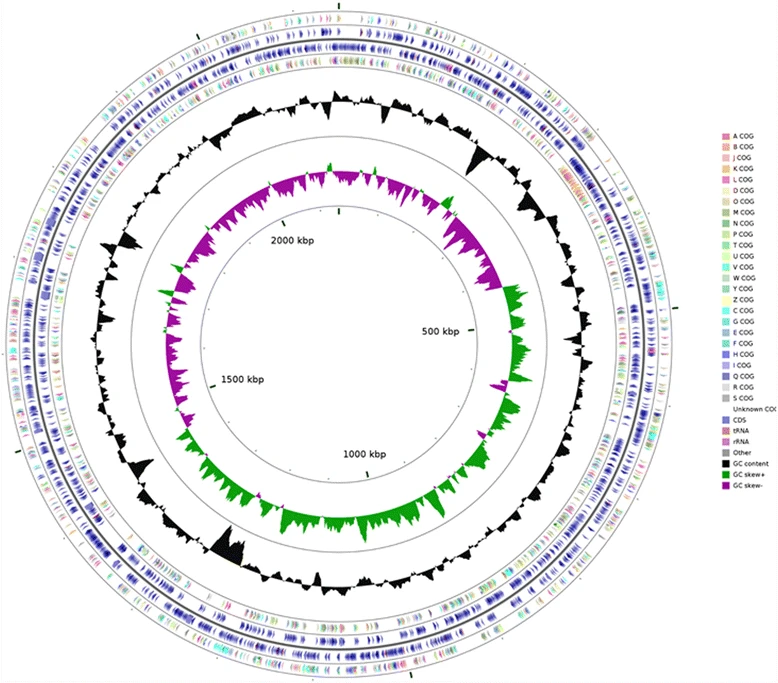
Genom Neisseria lactamica z zaznaczoną zawartością par GC a także lokalizacją sekwencji kodujących

### Genom
Neisseria lactamica jest organizmem monoploidalnym. Jej genom składa się z około 2,1–2,2 miliona par zasadowych, a zawartość par GC oscyluje w granicach 52%. Liczba regionów kodujących w genomie N. lactamica wynosi około 2000. Wszystkie te parametry są podobne do odpowiadających im wartości w genomach N. meningitidis i N. gonorrhoeae. Tak jak u innych bakterii z rodzaju Neisseria, ważną rolę w modyfikacji genomu oraz ekspresji genów Neisseria lactamica odgrywają sekwencje powtarzalne, do których należą:
- DNA uptake sequence (DUS) składające się z 10 par zasadowych i biorących udział w transformacji DNA[5]
- Sekwencje powtarzalne dRS3 składające się z 20 par zasadowych, które oskrzydlają większe sekwencje powtarzalne i stanowią miejsce wbudowania dla fagów[5]
- Correia repeat enclosed elements (CREEs) przypominające transpozony i stanowiące „gorące punkty” rekombinacji DNA (ang. Recombination hotspots)[5]

Van Passel et al. (2006) dowiedli, że 9 z 18 izolatów N. lactamica użytych w badaniu posiada plazmidy, które różnią się między sobą długością i składem par zasadowych. Może dochodzić również do transferu plazmidów między N. gonorrhoeae i N. lactamica.
N. lactamica posiada również system CRISPR służący do obrony przeciwko bakteriofagom.

## Systematyka
Mimo że N. lactamica nie jest dzielona na grupy serologiczne, możliwe jest sklasyfikowanie jej  na tzw. typy sekwencji ST (ang. Sequence Type) na podstawie profilu allelicznego 7 genów (abcZ, adk, aroE, fumC, gdh, pdhC, pgm). Izolaty, w których przynajmniej 4 z 7 profili allelicznych jest identycznych jak w określonym typie sekwencji ST, należą do tej samej grupy klonalnej (ang. Clonal complex). W 2017 roku istniało 6 grup klonalnych N. lactamica.

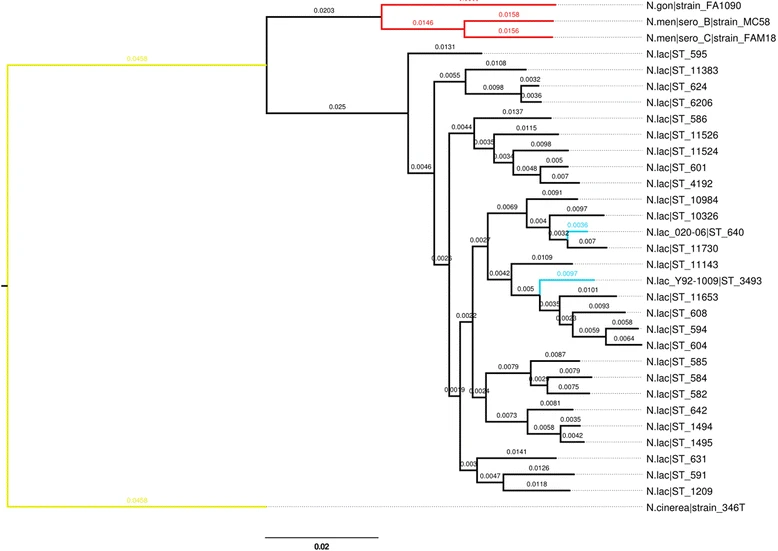
Drzewo filogenetyczne pokazujące zależności między różnymi genotypami N. lactamica

### Podobieństwo do innych gatunków rodzajuNeisseria
N. lactamica jest blisko spokrewniona z patogenicznymi gatunkami N. meningitidis oraz z N. gonorrhoeae. Genom rdzeniowy tych trzech gatunków składa się z 1190 sekwencji kodujących. Snyder et al. (2006) dowiedli, że ponad 90% genów (w tym 85 ze 127 genów odpowiadających za chorobotwórczość) N. meningitidis oraz N. gonorrhoeae znajduje się również w genomie N. lactamica. Mimo że N. lactamica charakteryzuje się stabilnym genomem oraz niskim tempem mutacji, notowane były przypadki poziomego transferu genów do innych przedstawicieli rodzaju Neisseria. Do transferowanych genów należą między innymi antygen Neisserial Heparin Binding Antigen (wiążący heparynę) biorący udział w regularnych wymianach pomiędzy różnymi przedstawicielami rodzaju Neisseria, a także antygen transferin binding protein B służący do pobierania żelaza poprzez wiązanie ludzkiej transferryny, który transferowany był z populacji N. lactamica do N. meningitidis, zwiększając tym samym różnorodność genetyczną meningokoków.

## Chorobotwórczość
Neisseria lactamica zaliczana jest do komensalnych bakterii niechorobotwórczych, opisanych zostało jednak około 15 kazuistycznych przypadków wywoływanych przez nią patologii takich jak:   
- sepsa[46][47][48]

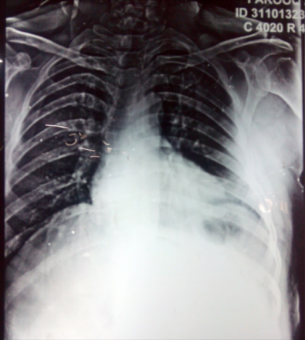
Zdjęcie rentgenowskie pacjenta z kawitacją płucną wywołaną przez infekcję N. lactamica. Widoczne są nacieki w lewym płucu pacjenta

- zapalenie opon mózgowo-rdzeniowych[49][50][51]
- zapalenie ucha środkowego[52]
- infekcje układu moczowo-płciowego[15]
- ostre zapalenie gardła[53]
- zapalenie płuc[54][55]
- wysypka[45]
- zapalenie stawów[56]

Należy podkreślić jednakowoż, że prawie każdej z tych infekcji towarzyszyła choroba współistniejąca taka jak szpiczak mnogi, co sugeruje, że N. lactamica wywołuje jedynie zakażenia oportunistyczne. Ponadto pojawiły się podejrzenia błędnego zidentyfikowania N. lactamica w niektórych przypadkach, co umniejsza wiarygodność tych doniesień. 

### Leczenie
W leczeniu chorób wywoływanych przez N. lactamica stosuje się antybiotykoterapię. Do stosowanych antybiotyków lub chemioterapeutyków należą kotrimoksazol, penicylina, ceftriakson czy lewofloksacyna. W opisanych przypadkach pacjenci zazwyczaj dobrze reagowali na podawane preparaty, które skutecznie leczyły ich z infekcji spowodowanych przez N. lactamica.

### Oporność na antybiotyki
Arreaza et al. (2002) dowiedli, że N. lactamica charakteryzuje się umiarkowaną opornością na penicylinę oraz ampicylinę oraz dużą podatnością na cefotaksym, ceftriakson, ryfampicynę oraz cyprofloksacynę. Zaobserwowano również szczep N. lactamica, który wyewoluował oporność na kotrimoksazol oraz sulfadiazynę spowodowaną profilaktycznym podawaniem tych leków pacjentowi z immunosupresją. Ponadto N. lactamica jest odporna na kolistynę. 
Na podatność N. lactamica na antybiotyki wpływa również poziomy transfer genów między N. lactamica a innymi gatunkami z rodzaju Neisseria.  Pokazano, że białka wiążące penicylinę (ang. Penicillin Binding Proteins, w skrócie PBP)  pochodzące z gatunku N. flavescens zwiększają oporność N. lactamica na tenże antybiotyk, a sama Neisseria lactamica może być źródłem PBP, które są transferowane do populacji N. meningitidis, także zmniejszając podatność meningokoków na penicylinę.  Poza tym dowiedziono, że materiał genetyczny N. lactamica może brać udział w rekombinacji genetycznej meningokokowego genu penA będącego targetem molekularnym penicyliny, co prowadzi do powstawania genu kodującego białko charakteryzujące się zmniejszonym powinowactwem do penicyliny.

## Epidemiologia

### Ogólne rozpowszechnienie
Duża część informacji dotyczących epidemiologii N. lactamica pochodzi z tzw. pasa meningokowego – regionu w Afryce Subsaharyjskiej charakteryzującego się bardzo dużą zapadalnością na zapalenie opon mózgowo-rdzeniowych. W tym regionie Neisseria lactamica przenoszona jest średnio przez 5,6% badanej populacji w porównaniu z 4,5% dla meningokoków, przy czym w południowej Etiopii N. lactamica została wykryta u aż 28% uczestników badania. W badaniu przekrojowym N. lactamica była najczęściej wykrywalną bakterią w 6 na 7 krajach afrykańskich. Należy również zaznaczyć, że w niektórych przypadkach procent nosicieli N. lactamica może być nieznacznie zawyżony, co pokazało badanie w Burkinie Faso, gdzie 2% izolatów N. lactamica zostało zidentyfikowanych jako meningokoki w zewnętrznej kontroli. 

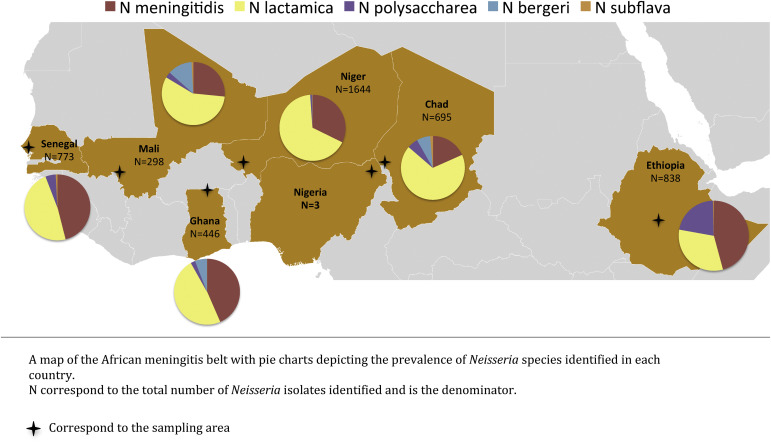
Mapa przedstawiająca rozpowszechnienie różnych gatunków Neisseria w 7 krajach pasu meningokowego

### Zmienność regionalna i sezonowa
W krajach afrykańskich zaobserwowano regionalną zmienność w nosicielstwie N. lactamica,  zarówno w skali krajowej tak jak w Etiopii, gdzie rozpowszechnienie bakterii różniło się znacząco między kebelami, jak i w skali kontynentalnej – tak jak w badaniu przekrojowym, gdzie procent mieszkańców zakażonych N. lactamica wahał się między 1,9% w Mali a 13,3% w Nigrze. Możliwa jest również zmienność sezonowa cechująca się znaczącymi różnicami w rozpowszechnieniu bakterii pomiędzy poszczególnymi miesiącami. Zasugerowano również, że ryzyko infekcji N. lactamica jest niższe w porze suchej. Nie odnotowano natomiast znaczących różnic w procencie nosicielstwa N. lactamica między poszczególnymi latami. Infekcja N. lactamica trwa zazwyczaj kilka miesięcy, tak jak np. w północnej Nigerii, gdzie u 50% badanych nie stwierdzono obecności bakterii 3 miesiące po początkowej infekcji. W Ghanie zapadalność na infekcje N. lactamica została oszacowana na 0,6 na 100 osób na miesiąc. W Oxfordshire natomiast zaobserwowano rekordowy przypadek dziecka, u którego infekcja N. lactamica utrzymywała się od 8 do 96 tygodnia życia.

### Płeć i wiek jako czynniki ryzyka
Gatunek ten przenoszony jest głównie przez dzieci poniżej 5 roku życia. W Burkinie Faso najwięcej przypadków N. lactamica zostało wykrytych wśród dwulatków (40%), zazwyczaj jednak szczyt infekcji obserwowany jest u jeszcze młodszych dzieci, poniżej jednego roku życia. We wszystkich badaniach obserwuje się gwałtowny spadek w nosicielstwie N. lactamica po szczycie przypadającym na wczesne dzieciństwo. W północnej Nigerii na przykład nosicielstwo N. lactamica zmalało z około 50% u dzieci poniżej 1 roku życia do zaledwie 5% u dorosłych powyżej 20 roku życia. W Polsce badanie nosicielstwa N. lactamica w Zielonce pokazało, że była to najczęściej występująca bakteria z rodzaju Neisseria wśród dzieci w wieku przedszkolnym. Infekcje meningokoków są, z kolei, najbardziej powszechne u nastolatków i młodych dorosłych.  

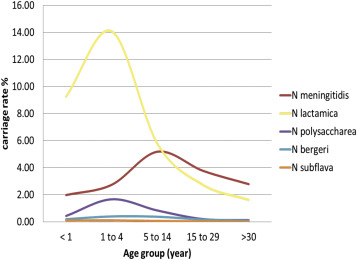
Procent populacji w różnym wieku, u którego wykryte zostały różne bakterie z rodzaju Neisseria. Widoczny jest szczyt zapadalności na N. lactamica wśród bardzo młodych dzieci, po którym następuje gwałtowny spadek

Różnice w rozpowszechnieniu bakterii pomiędzy płciami nie są jednoznaczne. W Burkinie Faso zaobserwowano statystycznie istotną różnicę w stopniu nosicielstwa między mężczyznami (19,1%) i kobietami (17,5%). Różnice pomiędzy płciami nie zostały zaobserwowane w północnej Nigerii oraz w południowej Etiopii. W Ghanie z kolei to kobiety były bardziej narażone na infekcje N. lactamica.  Różnice między płciami zależą również od grupy wiekowej. W Burkinie Faso stopień nosicielstwa był znacząco wyższy u kobiet w wieku 18–29 niż u mężczyzn w podobne kategorii wiekowej, podobny trend został zaobserwowany w innych badaniach. W północnej Ghanie nosicielstwo N. lactamica  było znacząco wyższe u kobiet niż u mężczyzn w przedziale wiekowym 20–50, ale nie u tych powyżej 50 roku życia, co sugeruje, że bliski kontakt pomiędzy kobietą i jej dzieckiem ułatwia przenoszenie N. lactamica.

### Inne czynniki ryzyka
W krajach pasu meningokowego stosuje się szczepionkę MenAfriVac wykorzystywaną przeciwko meningokowej serogrupie A. Szczepionka nie wpłynęła znacząco na ogólne rozpowszechnienie N. lactamica w Burkinie Faso, Etiopii i Ghanie, ale zmniejszyła nosicielstwo w Mali, Czadzie i Nigrze, a także wśród dwulatków w Burkinie Faso (z 42,8% do 37,2%). Do pozostałych czynników ryzyka opisanych w badaniach należą: 
- mieszkanie z osobą zarażoną N. lactamica[68]
- częste całowanie się[77]
- wirusowe infekcje górnych dróg oddechowych[77]
- palenie papierosów – wykazano, że komórki nabłonka palacza wiążą zdecydowanie więcej N. lactamica niż osób niepalących[78]

### Różnorodność genetyczna populacjiNeisseria lactamica
We wszystkich praktycznie badaniach N. lactamica charakteryzowała się większą różnorodnością genetyczną niż meningokoki. W Burkinie Faso badania zidentyfikowały 62 ST z czego 56 było nowych. Dominujące ST-9060 i ST-613 były reprezentowane przez 14,1% izolatów. W afrykańskim badaniu przekrojowym użyto fragmentu rybosomalnego genu f_rplf, N. lactamica znowu była najbardziej zróżnicowanym gatunkiem Neisseria z 17 różnymi allelami tego genu. W Bawarii badanie zidentyfikowało 17 genotypów, z czego 12 były reprezentowane tylko przez jeden izolat. Populacja N. lactamica w Chinach cechowała się mniejszą różnorodnością genetyczną i większym rozpowszechnieniem oporności na chinolony w porównaniu z innymi krajami.

### NosicielstwoN. lactamicaa zwiększona odporność na meningokoki
Młode dzieci nadspodziewanie rzadko są nosicielami N. meningitidis co sugeruje, że N. lactamica pomaga rozwijać naturalną odporność przeciwko N. meningitidis, która maleje wraz z wiekiem. Neisseria lactamica zmniejsza nosicielstwo N. meningitidis poprzez wypieranie obecnych już w ciele meningokoków jak i zapobieganie kolonizacji gospodarza przez nowe bakterie z gatunku N. meningitidis. Badanie na myszach pokazało, że N. lactamica zapewnia skuteczną ochronę przeciwko różnym grupom serologicznym N. meningitidis. Wśród dzieci, będących nosicielami N. lactamica zaobserwowano co najmniej czterokrotny wzrost w poziomie przeciwciał IgG, które wchodziły w reakcje krzyżowe z serogrupami A, B i C meningokoków. Ponadto, dowiedzione zostało, że nosiciele N. lactamica wytwarzają odpowiedź odpornościową humoralną przeciwko meningokokom. Model matematyczny testujący wpływ różnych czynników na nosicielstwo N. meningitidis i zapadalność na inwazyjną chorobę menigokokową oszacował, że nosicielstwo N. lactamica hamuje kolonizację gospodarza przez meningokoki przez prawie 5 lat. Z drugiej strony jednak należy zauważyć, że N. lactamica być może nie zmniejsza nosicielstwa meningokoków charakteryzujących się wysokim poziomem inwazyjności, gdyż zapadalność na chorobę meningokokową w pasie meningokowym jest największa wśród dzieci poniżej 5 roku życia charakteryzujących się także największym nosicielstwem N. lactamica.

## Zastosowania

### N. lactamicai nowa szczepionka przeciwko meningokokom
Obecnie dostępne szczepionki skutecznie chronią przeciwko meningokokowym serogrupom A, C, Y i W135. Jednakowoż, szczepienie przeciwko serogrupie B, odpowiedzialnej za około przypadków 80% choroby meningokokowej jest utrudnione w związku ze słabą immunogennością tej serogrupy. Z tego powodu przeciwko serogrupie B stosuje się szczepionki wieloskładnikowe takie jak Bexsero czy Trumenba, które zawierają białka z bakteryjnych pęcherzyków zewnątrzbłonowych  takie jak fHbp, NadA, PorA, NHBA. Jednakowoż, skuteczność tych szczepionek nie jest znana wśród największej grupy ryzyka – dzieci poniżej piątego roku życia. Jako że N. lactamica posiada znaczącą część antygenów obecnych również u menigokoków – NHBA, PorB, tspA, czy FetA, oraz w związku ze znaczącym podobieństwem strukturalnym powierzchni tych dwóch gatunków bakteryjnych, pojawił się pomysł użycia szczepionki zawierających białka z pęcherzyków zewnątrzbłonowych N. lactamica. Zaletą tej szczepionki jest fakt, że pochodzi z bezpiecznego organizmu – przez co nie wymaga stosowania wysokich środków bezpieczeństwa podczas jej produkcji w przeciwieństwie do szczepionek zawierających antygeny pobrane z meningokoków. Skuteczność szczepionki została udowodniona w testach klinicznych na ludziach, w których to doprowadziła ona do wzrostu poziomu przeciwciała IgG i odpowiedzi immunologicznej przeciwko wszystkim 6 patogenicznym meningokokowym serogrupom. Jednak należy zauważyć, że zastosowanie szczepionki może stwarzać problem – z jednej strony naturalne nosicielstwo N. lactamica może wzmocnić odpowiedź wywoływaną przez szczepionkę, a z drugiej szczepionka może zmniejszyć nosicielstwo N. lactamica i tym samym zmniejszyć naturalną odporność przeciwko meningokokom. W 2018 roku odbyły się pierwsze testy kropli do nosa zawierających N. lactamica służących do walki z zapaleniem opon mózgowo-rdzeniowych. Testy te wzbudziły zainteresowanie mediów, także polskich.  

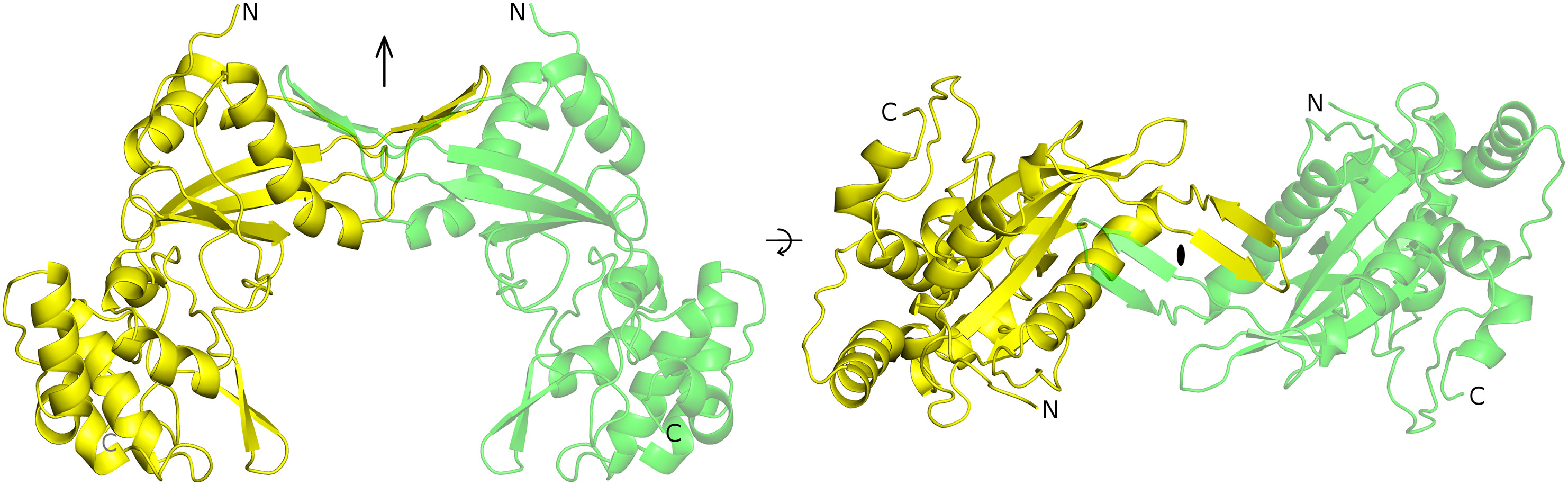
Struktura NlaIV – enzymu restrykcyjnego pochodzącego od N. lactamica

### Inne zastosowania
NlaIII oraz NLAIV – enzymy restrykcyjne typu II pochodzące od N. lactamica, używane są w inżynierii genetycznej i rozpoznają odpowiednio sekwencje CATG i GGNNCC (gdzie ‘N’ oznacza dowolny nukleotyd).
Ponadto, N. lactamica może być również używana do oszacowania czasu jaki upłynął od zgonu, jako że stwierdzono wzrost jej populacji w zwłokach szczura tuż po jego śmierci.